# Guillaume Viger
Pour les articles homonymes, voir Viger.
Guillaume Viger est un homme politique, avocat et magistrat français, né le 9 avril 1792 à Sommières (Gard) et mort le 2 août 1849 à Montpellier (Hérault).

## Biographie
Avocat au barreau de Nîmes, il en est le bâtonnier de 1828 à 1829.
Deux fois député du Gard (1834-1837, 1842-1848), il est aussi procureur général près la cour d'appel de Nîmes de 1830 à 1834.

### Sources
- « Guillaume Viger », dans Adolphe Robert et Gaston Cougny, Dictionnaire des parlementaires français, Edgar Bourloton, 1889-1891 [détail de l’édition]